# Citroën Dyane
El Citroën Dyane es un automóvil de turismo del segmento B producido por el fabricante francés Citroën entre el año 1967, presentado en el Salón del Automóvil de París de ese mismo año, hasta 1983.  El Dyane se fabricaba con carrocería hatchback y furgoneta, la furgoneta fue denominada Citroën Acadiane (Dyane 6/400 en el mercado español).
Al igual que el Citroën 2 CV, la carrocería del Dyane también tenía capota de lona enrollable, aunque disponía opcionalmente de un techo rígido de fibra de vidrio.[cita requerida] Habitualmente se suele considerar el sustituto fallido del Citroën 2 CV, sin embargo sería más correcto considerarlo un complemento a la gama de la Serie A para competir con otros modelos de la competencia de la época. 

## Diseño y desarrollo
Pierre Bercot, entonces presidente de Citroën SA, quería un competidor real para el Renault 4. Las ventas del 2 CV estaban cayendo y el  AMI  versión break se vendía bastante bien, pero se posicionaba en un segmento diferente del mercado. El propio Bercot hizo un pliego de condiciones para el nuevo modelo:
- Claro competidor para el Renault 4
- Quinta puerta, aunque no le gustaba porque era más para furgonetas
- No más de dos caballos fiscales, el modelo de Renault era de cuatro caballos fiscales y por tanto tenía impuestos más altos.
- Bajo presupuesto de desarrollo, poder aprovechar la mayor parte de las piezas AMI y el 2 CV
- El modelo se debería poder ensamblar en las mismas líneas del 2 CV usando la mayor parte de los utillajes.
- El modelo no sustituiría al 2CV [8]

El proyecto tiene unas premisas claras, entre las que se encuentra la utilización de las líneas de montaje de Levallois donde se fabricaba el 2 CV, con lo que la anchura no podía ser modificada.

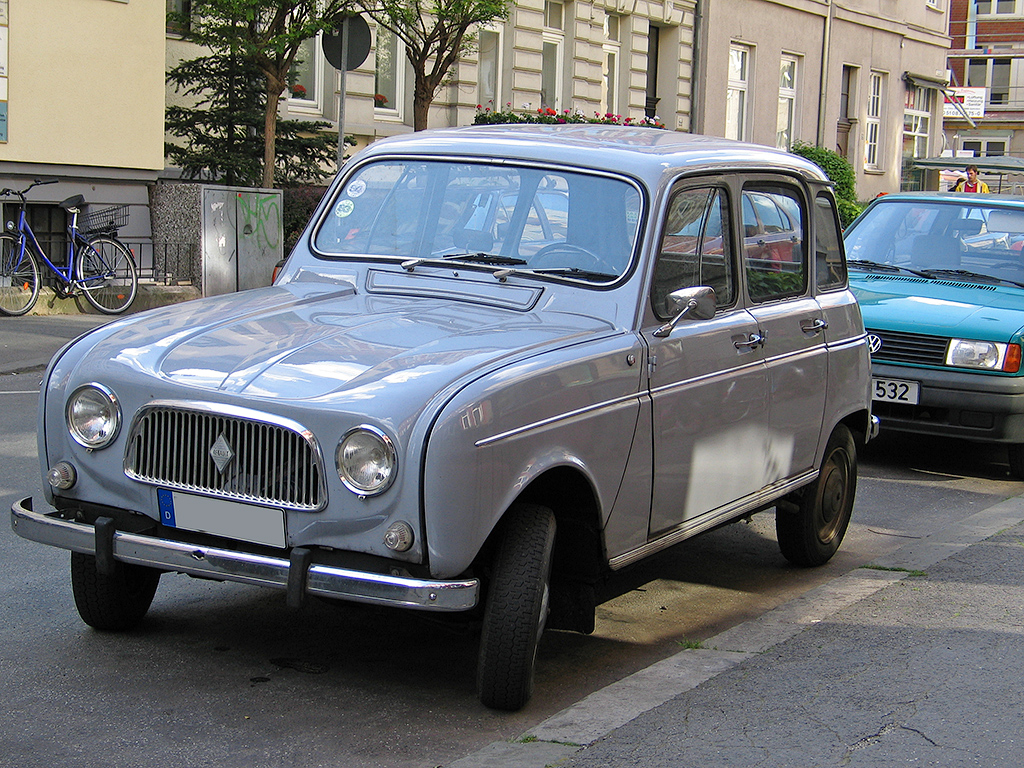
El Renault 4 fue uno de sus competidores

El "Proyecto AY", el nombre del Dyane en esa fase, fue desarrollado por Panhard en la época que Citroën adquirió la empresa. El diseño y desarrollo estuvo dirigido por el equipo del diseñador Louis Bionier, del que sería su último proyecto, junto a René Ducassou-Péhau y André Jouan. En aquella época los ingenieros y diseñadores de Citroën estaban centrados en el desarrollo del "Projet G" (que se convertiría en el GS) y se decide que sea el equipo de Panhard el encargado de la actualización del 2 CV, aunque fue supervisado por el propio Robert Oprom. Aunque este último no estuvo convencido de los resultados y encargó a Jacques Charreton que lo refinara,  redibujando la zaga con un portón trasero vertical nuevo, mejor espacio y modularidad que permitía abatir los asientos para aumentar la capacidad del maletero.

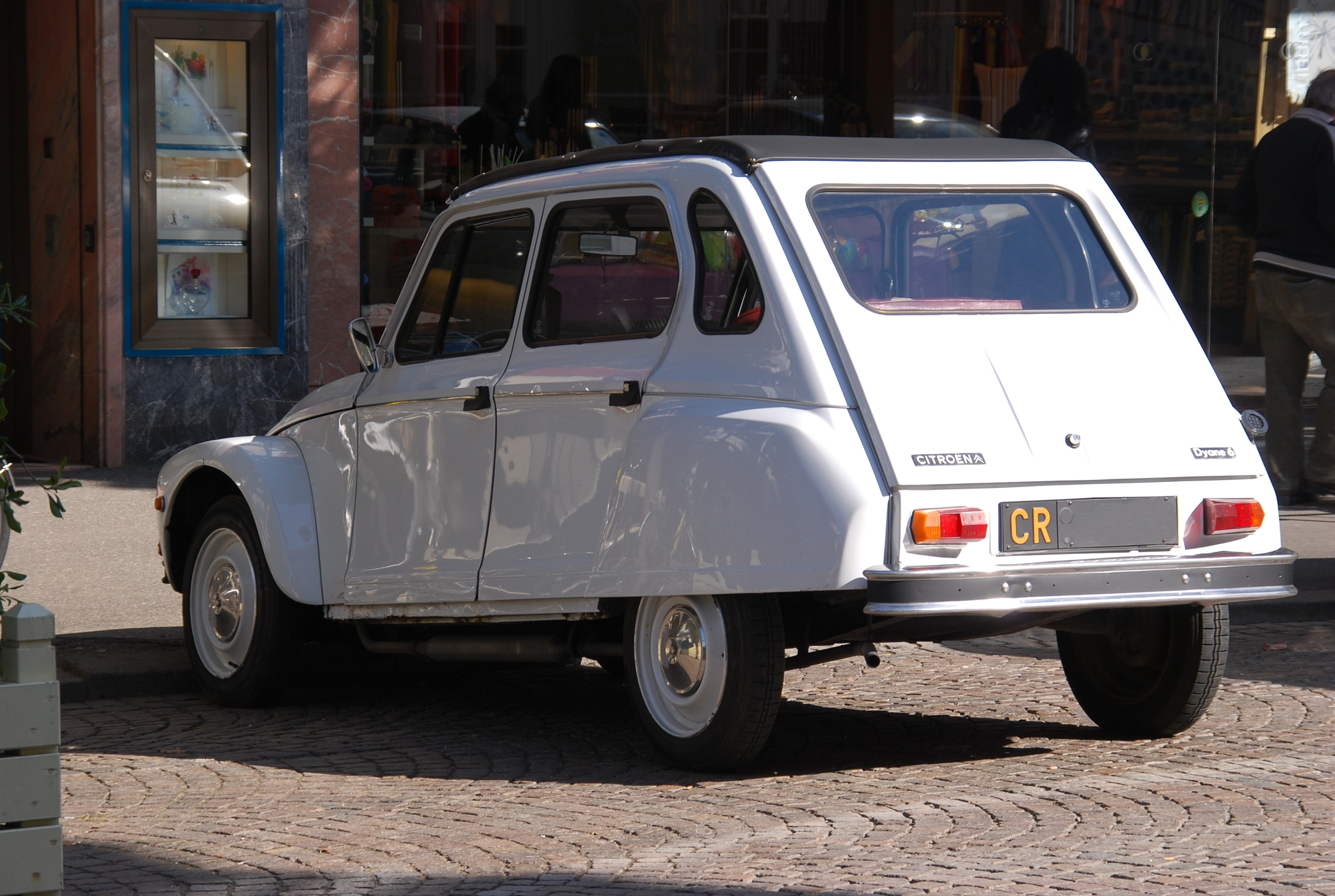
Zaga del Dyane, su portón trasero vertical y con la tercera ventanilla lateral.

El modelo se presenta en 1967 con un motor de 425 cc, motor que pronto evolucionaría a 435 cc. Curiosamente adquiere la arquitectura de los 2 CV anteriores a 1966, es decir, solo con 4 ventanas laterales.
En 1968 se presenta un nuevo motor de 602 cc, procedente del Citroën Ami, bajo la denominación D6. Esta efímera denominación pasaría a "Dyane 6" en breve.
En este mismo año se inicia la producción en España y en Irán. En el país persa recibe la denominación Citroën-Saipa "Jyane" y daría lugar a interesantes derivados (algunos de los cuales sin homólogos europeos) como el comercial 602.
En 1969 el Dyane recibió la tercera luneta lateral, pero no en la producción española; en España no apareció con tercera luna lateral hasta 1972. Entre 1967 y 1983 se fabricaron hasta 1 443 493 unidades de este modelo.

## Origen del nombre
Existen pocas dudas sobre el origen del nombre "Dyane". Este nombre proviene directamente de los archivos de Panhard, que Citroën aprovechó cuando se convirtió en propietario. Panhard había patentado junto a las marcas "Dyna", "Dynavia" y  "Dynamic", el nombre "Dyane". El propio Robert Opron negó categóricamente cualquier vínculo con Diana, la diosa romana de la caza. 
La versión furgoneta del Dyane se llamó "Acadiane" (AK Dyane), perdiendo la "Y" de la nomenclatura, excepto en España donde se le denominó Dyane 6/400, en referencia al peso máximo de carga útil.
En mayo de 1968 se lanza el Mehari, un modelo basado en el Dyane6/, con el nombre exacto "Dyane 6 Mehari".

## Especificaciones
| Versión           | Motor                                                          | Potencia                 | Velocidad Máxima |
| ----------------- | -------------------------------------------------------------- | ------------------------ | ---------------- |
| Dyane (1967-1969) | A79/0 425 cc Motor bóxer de dos cilindros refrigerado por aire | 15,5 kW - 21 CV 5500 rpm | 105 km/h 65 Mph  |
| Dyane 4           | M4 435 cc Motor bóxer de dos cilindros refrigerado por aire    | 19 kW - 26 CV 6750 rpm   | 110 km/h 68 Mph  |
| Dyane 6           | M28 602 cc Motor bóxer de dos cilindros refrigerado por aire   | 24 kW - 32 CV 5750 rpm   | 120 km/h 75 Mph  |

## Derivados y series especiales
- Citroën Acadiane (Dyane 6/400 en el mercado español).
- Citroën Mehari. (1968) Fue un desarrollo original del presidente de la SEAB (Société d'Exploitation et d'Application des Brevets), el conde Roland Paulze D'Ivoy de la Poype, por aquel entonces proveedor de plásticos para los guardabarros y salpicaderos del DS y del AMI8, que buscó una aplicación para las carrocerías del plástico ABS. El prototipo original se hizo a partir del chasis una furgoneta Citroën 2CV que el conde proporcionó a sus colaboradores para carrozarla en ABS teñido.[20][21]
- El carrocero Pere Serra construyó por encargo una carrocería tipo cupé basada en la plataforma de un Dyane 6[22]
- Serie limitada Caban (1977). 1500 unidades fabricadas en color azul marino (cod. AC649) con líneas blancas y logotipos "Caban"[23]
- Serie especial Capra (enero de 1981). 600 unidades numeradas en el portón posterior, de color amarillo mimosa (cod. AC333), taloneras de goma bajo las puertas, algunos paneles pintados de negro mate. Además equipaba tapicería y alfombras de color amarillo y negro, las llantas decoradas al estilo del GSA y los pilotos traseros eran los que equipaba el Citroën LNA/Peugeot 104, más grandes que las del modelo estándar.[24][25][4]
- Serie especial Edelweiss (noviembre de 1981) 750 unidades numeradas en el portón posterior de color azul metalizado, taloneras de goma bajo las puertas, algunos paneles pintados de negro y como logotipo la flor Edelweiss. Además equipaba tapicería y alfombras de color azul, llantas con adorno específico en color de la carrocería similares a las del GSA y los pilotos traseros provenían del Citroën LNA/Peugeot 104, que eran más grandes que las del modelo estándar.[26][4][27]
- Serie especial Argent (1978) Para Portugal.[13]
- Serie especial Côte d'Azur (1983) Para Reino Unido[13]

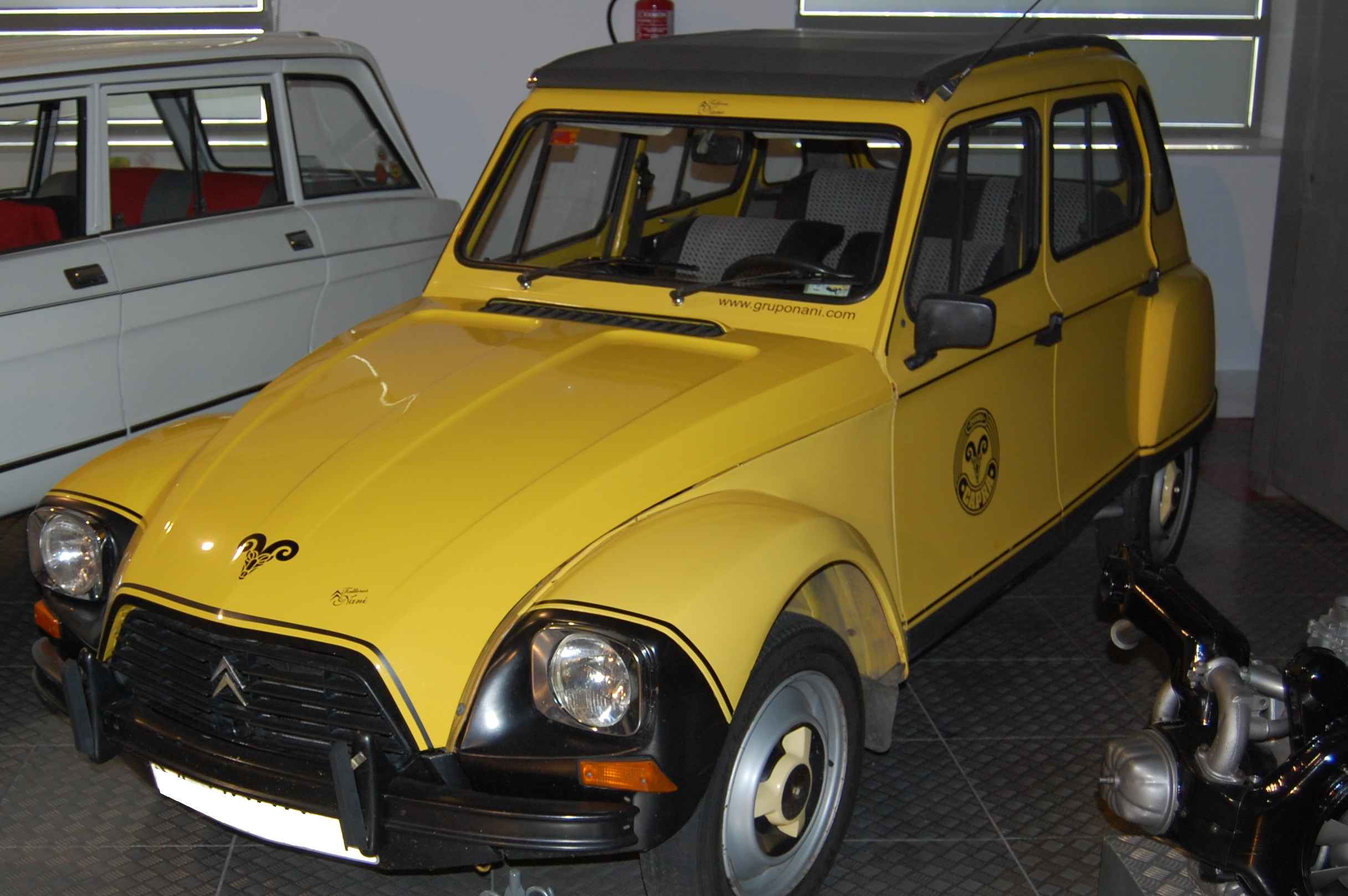
Dyane 6 serie limitada Capra
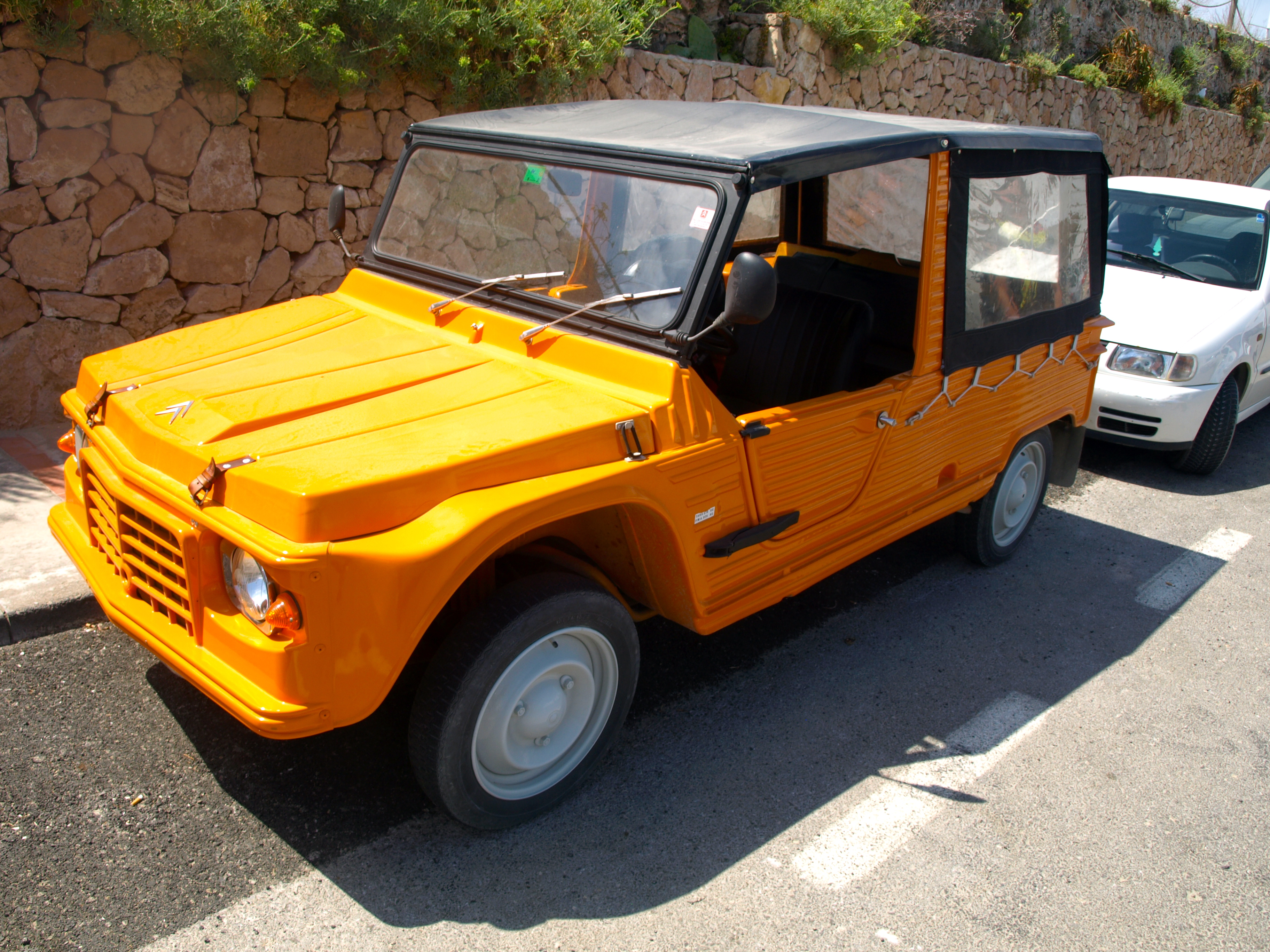
Citroën Mehari
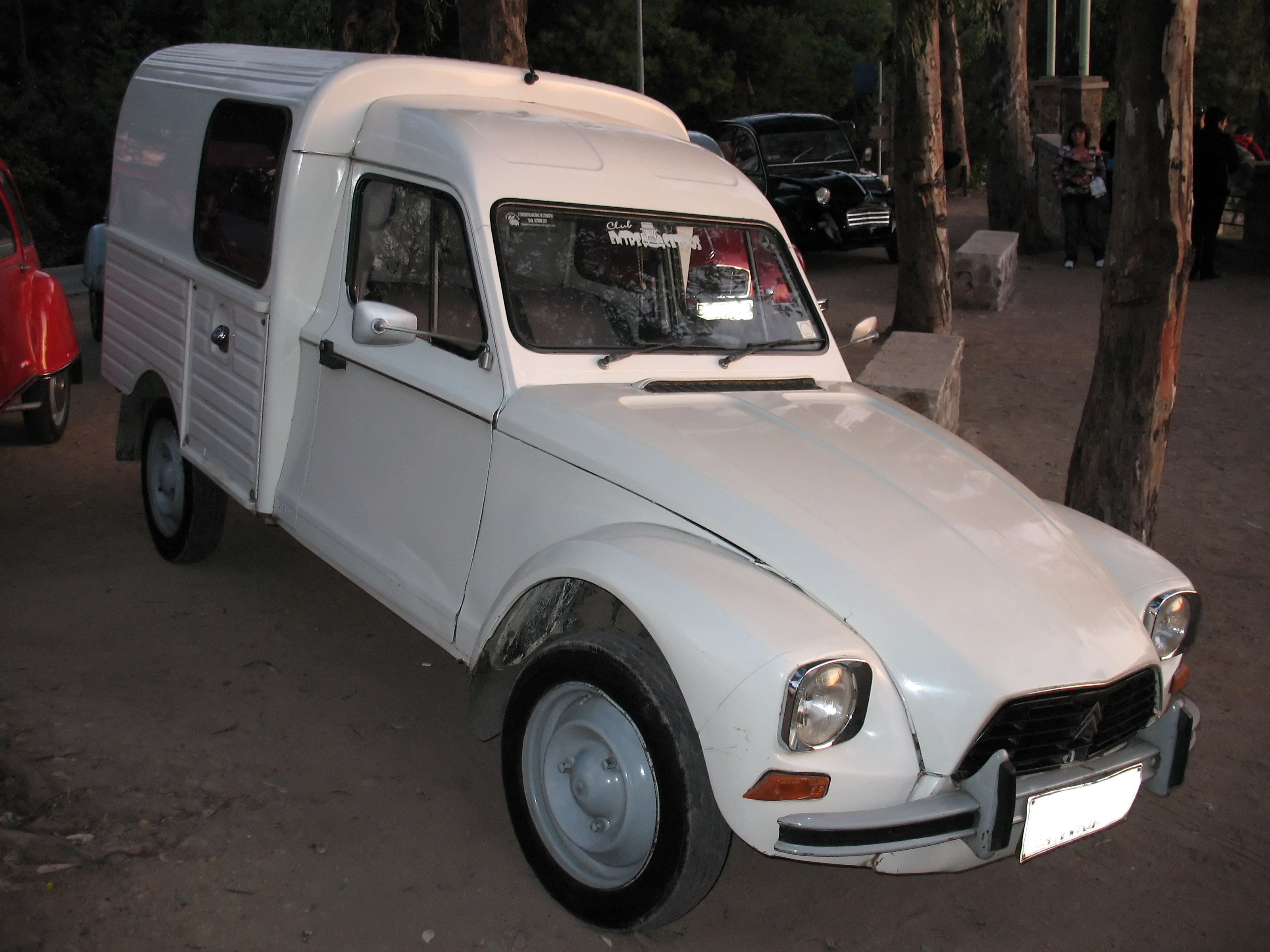
Citroën Dyane 400
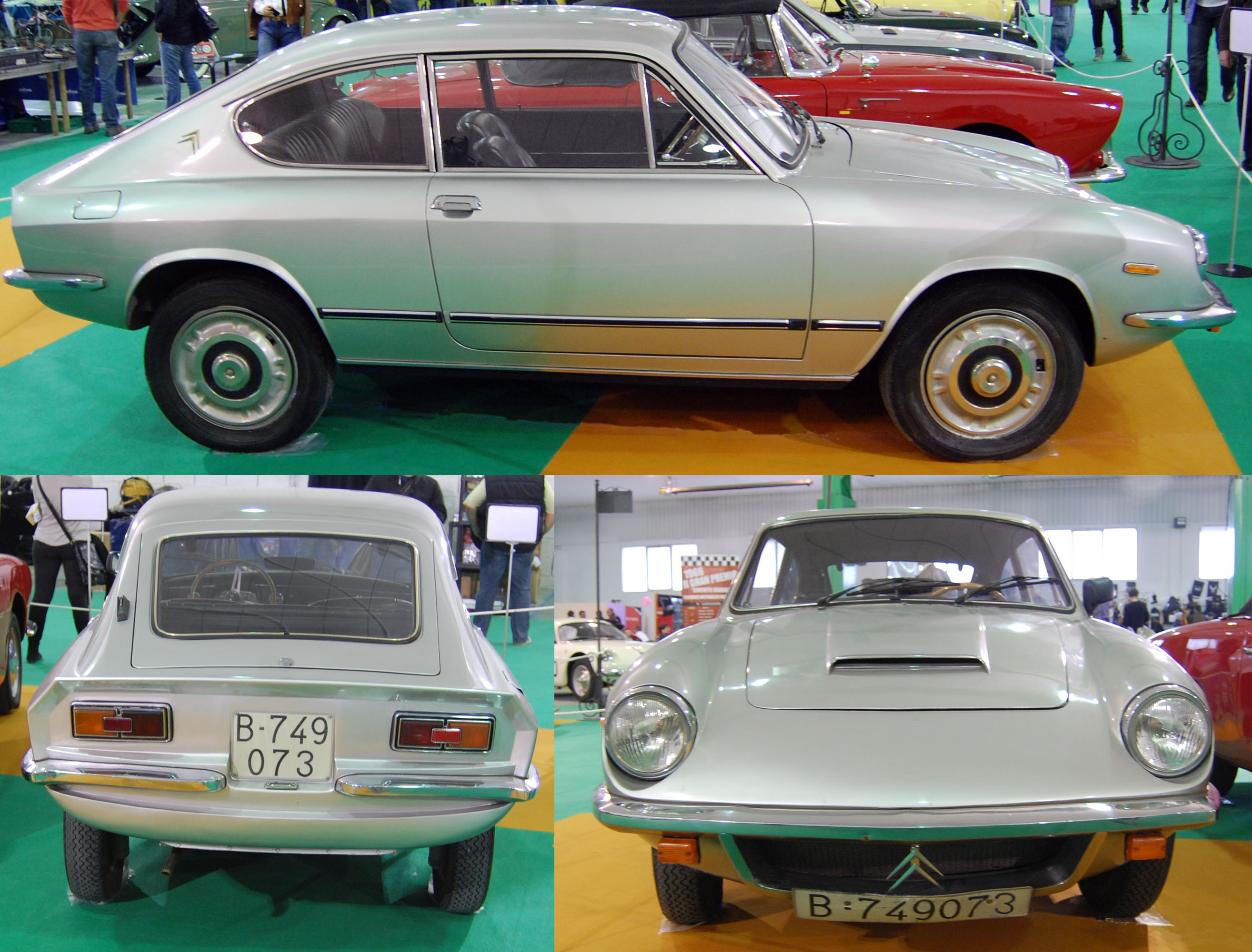
Citroën Dyane 6 carrozado por Pere Serra Vidal